# David Kopřiva
David Kopriva, né le 18 octobre 1979, est un rameur tchèque.

## Palmarès

### Jeux olympiques
- 2004 à Athènes,  Grèce
  -  Médaille d'argent en quatre de couple

### Championnats du monde d'aviron
- 2003 à Milan,  Italie
  -  Médaille d'argent en quatre de couple